# Ali Bakar
Ali Bakar (né le 18 novembre 1947 dans le Penang en Malaisie, et mort le 9 août 2003) est un joueur de football international malaisien, qui évoluait au poste d'attaquant.
Son frère, Isa, était également footballeur.

## Biographie

### Carrière en sélection
Avec l'équipe de Malaisie, il figure dans le groupe des sélectionnés lors de la coupe d'Asie des nations de 1976.
Il participe également aux JO de 1972.